# Debi Mazar
Deborah "Debi" Mazar, född 13 augusti 1964 i Queens i New York, är en amerikansk skådespelare. I mars 2020 meddelade hon att hon hade drabbats av COVID-19, från vilken hon senare tillfrisknade.

## Filmografi
- 1990 – Maffiabröder
- 1993 – Beethoven's 2nd
- 2001 – Ten Tiny Love Stories
- 2002 – The Tuxedo
- 2004 – Collateral
- 2006 – The Alibi
- 2012 – Ensam hemma: Julkuppen
- 2015–2018 – Younger (TV-serie)
- 2024 – Kaos (TV-serie)